# Летучие скаты
Летучие скаты (лат. Aetomylaeus) — род хрящевых рыб отряда хвостоколообразных надотряда скатов.
Название рода происходит от слияния названий двух родов орляковых скатов Aetobatus и Myliobatis.
Размножение происходит путём яйцеживорождения. Грудные плавники этих скатов имеют форму «крыльев» и срастаются с головой, образуя ромбовидный диск. Характерная форма плоского рыла, образованного сросшимися передними краями грудных плавников, напоминает утиный нос. Тонкий хвост намного длиннее диска. На хвосте некоторых видов присутствуют несколько ядовитых шипов. Позади глаз находятся брызгальца. На вентральной стороне диска расположены ноздри, рот и 5 пар жаберных щелей. Максимальная ширина диска достигает 240 см.

## Классификация
К роду в настоящее время относят 5 видов:
- Aetomylaeus caeruleofasciatus W. T. White, Last & Baje, 2015
- Aetomylaeus maculatus (J. E. Gray, 1834) — Пятнистый летучий скат
- Aetomylaeus milvus (J. P. Müller & Henle, 1841)
- Aetomylaeus nichofii (Bloch & J. G. Schneider, 1801) — Полосатый летучий скат
- Aetomylaeus vespertilio  Bleeker, 1852